# Insulasaurus wrighti
Insulasaurus wrighti — вид сцинкоподібних ящірок родини сцинкових (Scincidae). Ендемік Філіппін.

## Опис
Insulasaurus wrighti — сцинки середнього розміру, довжина яких (без врахування хвоста) становить 45-64 мм.

## Поширення і екологія
Insulasaurus wrighti є ендеміками острова Палаван на заході Філіппінського архіпелагу. Вони живуть у вологих тропічних лісах, на висоті до 300 м над рівнем моря.